# レベッカ (1940年の映画)

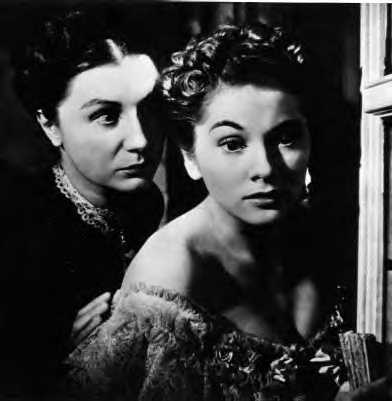
ジュディス・アンダーソン（左）とジョーン・フォンテイン

『レベッカ』（Rebecca）は、アルフレッド・ヒッチコック監督による1940年のアメリカ合衆国のサイコスリラー映画。英国で活動していたヒッチコックの渡米第一作。出演はジョーン・フォンテインとローレンス・オリヴィエなど。ダフニ・デュ・モーリエの小説『レベッカ』を原作とし、制作はセルズニック・プロ、米国内配給はユナイテッド・アーティスツが担当。第13回アカデミー賞にてアカデミー賞最優秀作品賞・撮影賞（白黒部門）の2部門を獲得。
スティーヴン・ジェイ・シュナイダーの『死ぬまでに観たい映画1001本』に掲載されている。
日本での公開は1951年4月。オリジナル上映時間は130分。

## ストーリー
ヴァン・ホッパー夫人の付き人（レディズ・コンパニオン）としてモンテカルロのホテルにやってきた「わたし」は、そこでイギリスの大金持ちであるマキシムと出会い、2人は恋に落ちる。マキシムは1年前にヨットの事故で前妻レベッカを亡くしていたのだが、彼女はマキシムの後妻として、イギリスの彼の大邸宅マンダレイへ行く決意をする。多くの使用人がいる邸宅の女主人として、控えめながらやっていこうとする彼女だったが、かつてのレベッカづきの使用人で、邸宅を取り仕切るダンヴァース夫人にはなかなか受け入れてもらえない。次第に「わたし」は前妻レベッカの見えない影に精神的に追いつめられていき、遂にはダンヴァース夫人に言われるまま、窓から身を投げようとしてしまう。そのとき、偶然に上がった花火の音で「わたし」は正気を取り戻すが、それは座礁した難破船が上げた救難信号だった。程なくその難破船の下から小型船がダイバーによって発見される。見つかった船はレベッカのヨットで、船内からレベッカの死体が見つかる。レベッカは嵐の夜にヨットで遭難し、流れ着いた死体をマキシムが確認して既に葬られていたとされていたことから、改めてレベッカの死因が調べられることになる。この事態に絶望したマキシムはレベッカの死の真相を「わたし」に語る。その日、かねてよりレベッカの放蕩と愛の無い結婚生活に悩まされ続けていたマキシムは、浜辺のボート小屋で彼女に妊娠した事を告げられ、「自分の子供で無い子供が跡を継ぐのはどんな気分かしら？私を殺したいでしょう？」と嘲られる。怒りに我を忘れたマキシムは彼女を殴り、殴られた彼女は嗤いながら小屋の中を歩いていた所、躓いて転んでしまい、倒れた拍子に船具で頭を打って死んでしまったために、その遺体を運び入れたヨットごと沈めたのである。マキシムがレベッカを全く愛してなどいなかったことを知った「わたし」はマキシムを支えようと決意し、2人は互いの愛を確認する。
レベッカの死に関する審問が始まる。レベッカの船の整備を請け負っていた船大工のタブの調査により、レベッカの船には意図的に中から穴が空けられていたことが判明する。レベッカの「従兄弟（cousin）」と称する愛人だったジャックはレベッカが自殺するなど考えられないことや、自分の仕事（本人曰く高級車のセールスマン）に嫌気がさしていたことから、マキシムによる殺害の可能性をちらつかせてマキシムに金を無心する。マキシムはジャックの脅迫を跳ね除け、逆にジャックを告発しようとする。慌てたジャックはレベッカが自分の子を妊娠し、死の当日に医師の診察を受けていたことを明かす。ところが、その医師の証言により、レベッカは妊娠していたのではなく、不治の癌に冒されていたことが明らかになり、レベッカの死は自殺によるものと断定される。実は、自殺を決めたレベッカは自らの病を隠したままマキシムに自分を殺させようとしていたのである。レベッカによる呪縛からようやく解き放たれた2人だったが、現実を受け入れられずに狂ったダンヴァース夫人によって屋敷は火をつけられ、彼女とともに焼け落ちていく。

## キャスト
- わたし: ジョーン・フォンテイン - ド・ウィンター夫人となった女性。両親を亡くし、天涯孤独の身で生活のためにホッパー夫人に仕えていたが、マキシムと出逢い、彼の再婚相手になる。
- マキシム・ド・ウィンター: ローレンス・オリヴィエ - マンダレイ（英語版）の主人。地元の名家の主人。最近妻のレベッカを喪っている。気が短く、我を忘れて怒り出す悪癖がある。
- ダンヴァース夫人（英語版）: ジュディス・アンダーソン - マンダレイの家政婦長。レベッカを崇拝しており、「わたし」を嫌って屋敷から追い出すべく画策する。
- ジャック・ファヴェル: ジョージ・サンダース - レベッカの従兄弟で愛人。本人曰く職業は高級車のセールスマン。軽薄で不躾な男。
- フランク・クローリー: レジナルド・デニー - マキシムの不動産管理人で友人。
- ベアトリス・レイシー: グラディス・クーパー - マキシムの姉。夫を尻に敷いているが、不安そうな「わたし」を励ましたりアドバイスを与える。
- ジャイルズ・レイシー少佐: ナイジェル・ブルース - ベアトリスの夫。恰幅のいいユーモラスな紳士だが、不用意な発言も多い。
- ジュリアン大佐: C・オーブリー・スミス - 警察管区長。マキシムと親しい。
- ベン: レナード・キャリー（英語版） - マンダレイの海岸の隠遁者。精神を病んでいる。
- タブ: ラムスデン・ヘイア（英語版） - 船大工。レベッカの船の整備を担当。
- フリス: エドワード・フィールディング（英語版） - マンダレイの最も古株の執事。
- イーディス・ヴァン・ホッパー夫人: フローレンス・ベイツ（英語版） - ニューヨークからヨーロッパ旅行へやって来た「わたし」の雇い主。「わたし」を顎でこきつかったり、マキシムに色目を使ったりする。マキシムと「わたし」の婚約を知ると嫌味と捨て台詞を「わたし」にぶつけて去っていった。
- ベイカー医師: レオ・G・キャロル - レベッカの主治医。ロンドン在住。レベッカが隠していた重大な事実をジュリアン大佐たちに告げる。
- レベッカ・ド・ウィンター夫人 - マキシムの前妻。美しい黒髪の美人でマキシムと愛し合っていたと評判だったが、一年前に乗っていたヨットが転覆し、事故死している。名前のみの登場だが、物語で重要な役割を担う。タイトルのレベッカは彼女の名前。

### 日本語吹替
| 役名                 | 俳優                         | 日本語吹替                          | 日本語吹替                 | 日本語吹替                 |
| 役名                 | 俳優                         | NETテレビ版                         | PDDVD版                    | N.E.M.版                   |
| -------------------- | ---------------------------- | ----------------------------------- | -------------------------- | -------------------------- |
| わたし               | ジョーン・フォンテイン       | 武藤礼子                            | 本田貴子                   | 早見沙織                   |
| マキシム             | ローレンス・オリヴィエ       | 家弓家正                            | 小山力也                   | 三木眞一郎                 |
| ダンヴァース夫人     | ジュディス・アンダーソン     | 加藤道子                            | 紗ゆり                     | 宮村優子                   |
| ジャック             | ジョージ・サンダース         | 川久保潔                            | 後藤敦                     | 江頭宏哉                   |
| フランク             | レジナルド・デニー           | 島宇志夫                            | 中村浩太郎                 | 佐々木義人                 |
| ベアトリス           | グラディス・クーパー         |                                     | 島宗りつこ                 | 濱口綾乃                   |
| ジャイルズ           | ナイジェル・ブルース         |                                     | をはり万造                 | 菊地達弘                   |
| ベン                 | レナード・キャリー           | 槐柳二                              | 山内勉                     | 篠原孝太朗                 |
| ジュリアン大佐       | C・オーブリー・スミス        | 高塔正翁                            |                            | 佐々木祐介                 |
| タブ                 | ラムスデン・ヘイア           | 緑川稔                              | 武虎                       |                            |
| フリス               | エドワード・フィールディング | 北村弘一                            | 佐々木睦                   | 虎島貴明                   |
| ロバート             | フィリップ・ウィンター       |                                     | 澤田将考                   | 三好翼                     |
| ホッパー夫人         | フローレンス・ベイツ         |                                     | 竹口安芸子                 | 八百屋杏                   |
| ベイカー医師         | レオ・G・キャロル            | 真木恭介                            |                            |                            |
| その他               | N/A                          | 杉田俊也 清川元夢 石森達幸 田中康郎 | 西垣俊作 牧之瀬ゆい        | 引坂理絵 上住谷崇 宇那明莉 |
| 日本語版制作スタッフ |                              |                                     |                            |                            |
| 演出                 | 演出                         | 春日正伸                            | 多部博之                   | 工藤美樹                   |
| 翻訳                 | 翻訳                         | 山田実                              | 塩崎裕久                   | 中沢志乃                   |
| 効果                 | 効果                         | PAG                                 |                            | サルミックス               |
| 調整                 | 調整                         | 山田太平                            | 遠西勝三                   |                            |
| 制作                 | 制作                         | グロービジョン                      | ミック・エンターテイメント | 合同会社C and T            |
| 解説                 | 解説                         | 淀川長治                            |                            |                            |
| 初回放送             | 初回放送                     | 1970年11月1日 『日曜洋画劇場』      |                            |                            |

## 製作
ヒッチコックは制作の数年前に「レベッカ」の映画化を検討したが、版権が取れずに断念した経緯があったため、この作品を手がけることには乗り気だったと思われる。しかし、それまで常に自作の脚本に関与してきたのに「レベッカ」のシナリオには参加できず、しかも制作中にプロデューサー、デヴィッド・O・セルズニックから多くの横やりが入っており、ヒッチコックにとってはおおいに不本意な制作環境であったという。
セルズニックは配役にあたってオリヴィア・デ・ハヴィランドを主人公にと考えていたが、彼女はすでにサミュエル・ゴールドウィンの作品の出演が決まっていたので諦めた。その後彼女の妹のジョーン・フォンテインに打診したが、彼女のエージェントは全く別の女優を推薦してきた。結局ロレッタ・ヤング、ヴィヴィアン・リー、アン・バクスター（彼女はヒッチコックのお気に入りで後に『私は告発する』（1953）で出演させている）なども選択肢になったが、特に役作りの上でヤングとリーは間違った選択になると思い、結局ジョーン・フォンテインに落ち着いた。しかし、当時のフォンテインは大スターではなかったため、スタジオ側は彼女が主演と聞いて落胆したと伝えられる。
セルズニックはキャロル・ロンバードを主演させるために5万ドルの映画権料を支払い、男性側の主演にロナルド・コールマンを考えていた。しかし、近年発見されたセルズニックのメモによると、これではロンバードに引っ張られて殺人の陰謀に加わったような印象を受けるとして、コールマンは役を降りた。次の選択にはローレンス・オリヴィエやウィリアム・パウエル、レスリー・ハワードなども候補に挙がったが、結局オリヴィエがパウエルより少ない10万ドルのギャラで同意したため、決定となった。
ヒッチコックはセルズニックがセットに押しかけるのを拒んだ。その結果、ラッシュを見たセルズニックから膨大なメモを受け取るようになった。そのメモの指摘の中には、オリヴィエの演技のペースが遅いことも指摘してあった。
オリヴィエとしては、当時の恋人ヴィヴィアン・リーとの共演を望んでいたため、撮影中ジョーン・フォンテインには冷たい態度をとった。オリヴィエの態度にフォンテインが恐れを抱いたのに気付いたヒッチコックは、スタジオにいる全員に対して、フォンテインに対してつらく当たるように伝えた。これによって、フォンテインから恥ずかしがりで打ち解けられないという演技を引き出したのであった。
劇中、フォンテイン演じる主人公のファーストネームは一度も語られることはない。原作者のデュ・モーリアは撮影中セルズニックに「ダフネ」と名前を付けるように頼んだが断られた。
ダンヴァース夫人は登場する際に歩く描写はほとんどなく、気付くと主人公の近くに立っている。これはもちろんヒッチコックの演出である。幽霊のように突如現れるイメージを繰り返すことで、ダンヴァース夫人が亡きレベッカ（とその屋敷）に取り憑かれた、主人公と対峙する側の存在であることをヒッチコックは強調している。
セルズニックはロケ地としてニューイングランド地方を中心に米国中を捜させたが、ぴったり条件に合う場所がなかった。そこで、遠景はミニチュアで作られたが、この世ならぬ雰囲気をかもし出すためにはかえって効果的であった。またヒッチコックは屋敷の立地を示すような映像を意図的に描かず、屋敷の存在をさらに神秘的なものにしている。
セルズニックは燃えさかる家の煙突から「R」の文字の煙を出させたかったが、ヒッチコックは技術上の困難さを理由に断った。代わりに枕の上で「R」の文字を炎が作ることにした。
『レベッカ』は1940年のアカデミー作品賞を受賞。ヒッチコックは監督賞にもノミネートされていたが、結局監督賞は『怒りの葡萄』のジョン・フォードが受賞した。ヒッチコックにとっては生涯唯一の最優秀作品賞であるが、フランソワ・トリュフォーとの対談でヒッチコックは「あれ（作品賞）はセルズニックに与えられた賞だ」と語り、実際にオスカー像もヒッチコックには与えられなかった（ヒッチコックはその後4度も監督賞にノミネートされたが結局受賞することはなく、壇上でオスカーを手にしたのは1967年、アーヴィング・G・タルバーグ賞（功労賞）の一度きりであった）。

## DVD
本作品は日本国内では著作権保護期間が満了しパブリックドメインとなっているため、非常に安価なパブリックドメインDVDが数多く販売されている。

## 作品の評価

### 映画批評家によるレビュー
Rotten Tomatoesによれば、批評家の一致した見解は「ヒッチコック初のアメリカ映画（そして彼の唯一の作品賞受賞作）である『レベッカ』は、忘れがたい雰囲気、ゴシック的スリル、そして心を掴むサスペンスの傑作である。」であり、64件の評論の全てが高評価で、平均点は10点満点中8.80点となっている。
Metacriticによれば、16件の評論の全てが高評価で、平均点は100点満点中86点となっている。

## ヒッチコックの登場シーン
本編2時間6分辺り、警官に話しかけられるジャック(ジョージ・サンダース)の後ろを通り過ぎる。

## 受賞歴
| 賞                 | 部門                   | 対象者                                                               | 結果       |
| ------------------ | ---------------------- | -------------------------------------------------------------------- | ---------- |
| 第13回アカデミー賞 | 作品賞                 | デヴィッド・O・セルズニック                                          | 受賞       |
| 第13回アカデミー賞 | 監督賞                 | アルフレッド・ヒッチコック                                           | ノミネート |
| 第13回アカデミー賞 | 主演男優賞             | ローレンス・オリヴィエ                                               | ノミネート |
| 第13回アカデミー賞 | 主演女優賞             | ジョーン・フォンテイン                                               | ノミネート |
| 第13回アカデミー賞 | 助演女優賞             | ジュディス・アンダーソン                                             | ノミネート |
| 第13回アカデミー賞 | 脚色賞                 | ロバート・E・シャーウッド、ジョーン・ハリソン                        | ノミネート |
| 第13回アカデミー賞 | 作曲賞                 | フランツ・ワックスマン                                               | ノミネート |
| 第13回アカデミー賞 | 美術監督賞（白黒部門） | ライル・R・ウィーラー                                                | ノミネート |
| 第13回アカデミー賞 | 撮影賞 (白黒部門)      | ジョージ・バーンズ                                                   | 受賞       |
| 第13回アカデミー賞 | 編集賞                 | ハル・C・カーン                                                      | ノミネート |
| 第13回アカデミー賞 | 特殊効果賞             | ジャック・コスグローブ（写真部門）、アーサー・ジョーンズ（音響部門） | ノミネート |